# Юґава

37°33′57″ пн. ш. 139°53′12″ сх. д. / 37.56583° пн. ш. 139.88667° сх. д.
Юґа́ва (яп. 湯川村, ゆがわむら, МФА: [jugawa muɾa]) — село в Японії, в повіті Каванума префектури Фукусіма. Станом на 1 жовтня 2008 площа села становила 16,36 км². Станом на 1 січня 2009 населення села становило 3451 осіб.